# Vinzenz Wohlwend
Vinzenz Wohlwend (ur. 15 października 1969 w Grabs jako Rudolf Wohlwend) – szwajcarski prezbiter rzymskokatolicki posługujący w Austrii, cysters, opat terytorialny Wettingen-Mehrerau od 2018.

## Życiorys
W 1990 wstąpił do cysterskiego opactwa Wettingen-Mehrerau i tam w 1994 złożył śluby wieczyste. Święcenia kapłańskie otrzymał 19 września 1998. Przez kilkanaście lat pracował jako wychowawca i nauczyciel w klasztornym Collegium Bernardi, a w 2009 został mistrzem nowicjatu. 1 sierpnia 2018 został wybrany administratorem miejscowego opactwa terytorialnego, a 23 listopada 2018 papież Franciszek mianował go zwierzchnikiem tegoż opactwa.